# Torrent de Cal Cintet

El Torrent de Cal Cintet, respecte del terme de Granera

El torrent de Cal Cintet és un torrent del terme municipal de Granera, al Moianès.
Està situat a prop de l'extrem sud-occidental del terme, al nord de la masia de Biguetes. Es forma a prop i al sud-oest del Barri de l'Església, des d'on davalla cap a l'oest-sud-oest, pel vessant nord de la Carena de Biguetes. Deixa a l'esquerra la masia de Biguetes, i al cap de poc s'aboca en el torrent de Trens a ponent de la masia.